# Hoceinia
Hoceinia (în arabă حسينية) este o comună din provincia Provincia Aïn Defla, Algeria.
Populația comunei este de 7.799 locuitori (2008).